# آنری آلکان

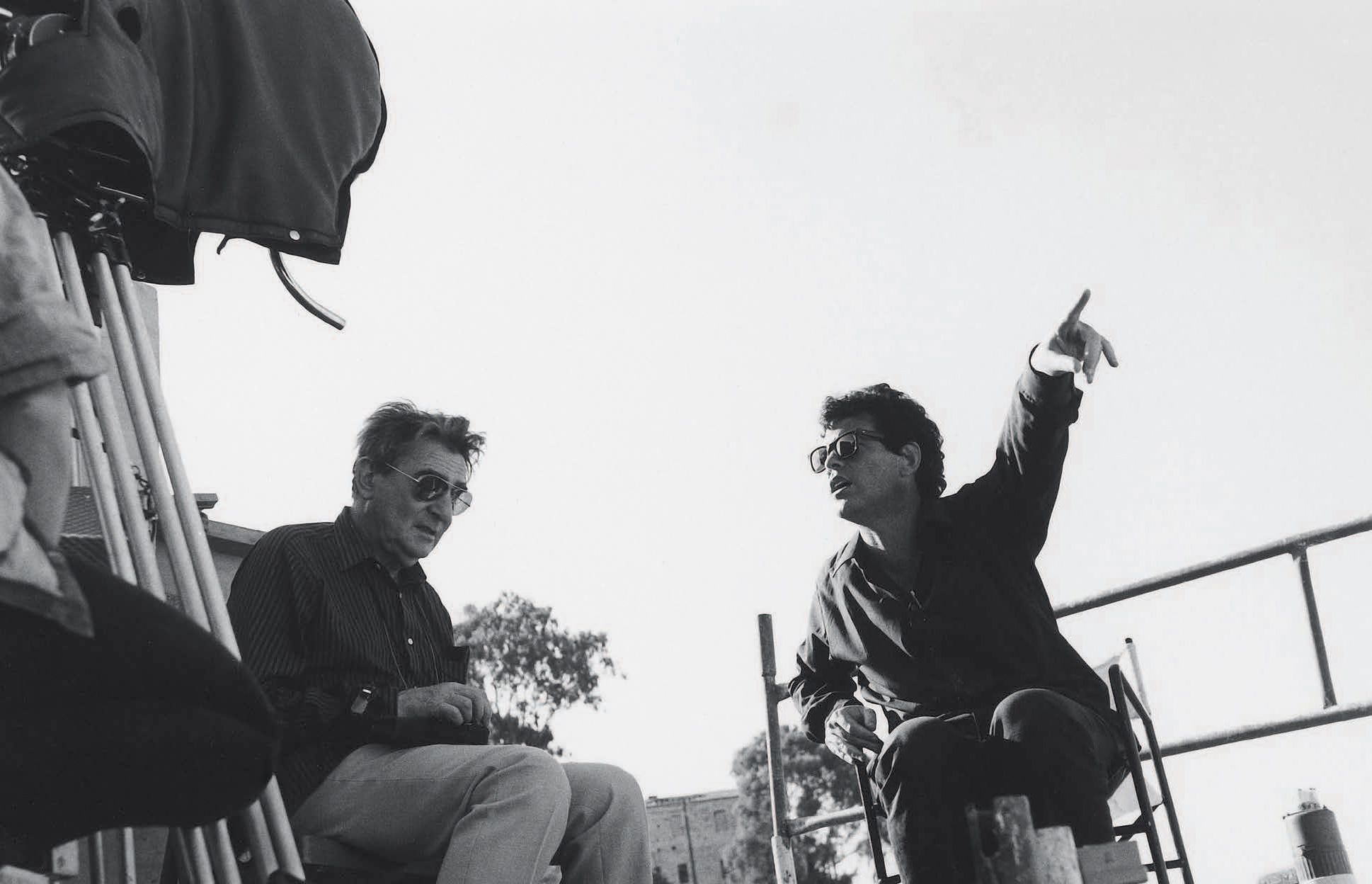

آنری آلکان (فرانسوی: Henri Alekan‎; ۱۰ فوریهٔ ۱۹۰۹ – ۱۵ ژوئن ۲۰۰۱) یک فیلم‌بردار اهل فرانسه بود.
آنری آلکان در سال ۱۹۸۸ میلادی، بابت فیلم‌برداری فیلم «زیر آسمان برلین»، برنده‌ی جایزه حلقه منتقدان فیلم نیویورک برای بهترین فیلمبرداری گردید.
وی در ۱۵ ژوئن ۲۰۰۱ درگذشت و مقبره وی در گورستان مون‌پارناس است.

## گزیدهٔ آثار
- خیلی دور، خیلی نزدیک (۱۹۹۳)
- زیر آسمان برلین (۱۹۸۷)
- آفتاب سرخ (۱۹۷۱)
- خشخاش هم گلی است (۱۹۶۶)
- تعطیلات در رم (۱۹۵۳)
- آنا کارنینا (۱۹۴۸)